# Mesoleius altissimus
Mesoleius altissimus är en stekelart som beskrevs av Bauer 1985. Mesoleius altissimus ingår i släktet Mesoleius och familjen brokparasitsteklar. Inga underarter finns listade i Catalogue of Life.